# إل دورادو (فلم)
إل دورادو (بالإنجليزية: El Dorado) هو فيلم غرب أمريكي أُنتج عام 1967 من بطولة جون وين وروبرت ميتشوم وجيمس كان ومن إخراج هوارد هوكس، الفيلم مأخوذ من رواية The Stars in Their Courses لهاري براون، وهو الثاني من ثلاثية أفلام المخرج هوارد هوكس التي تتركز أحداثها على شريف يدافع عن مكتبه ضد الخارجين عن القانون وقد شملت هذه الثلاثية فيلمين آخرين هما ريو برافو وريو لوبو واللذان قام ببطولتهما جون وين أيضا.

## القصة
كول ثورنتون (جون وين) هو حامل سلاح شهير يعين بواسطة القطاعي الثري بارت جيسون لكي يساعده في حرب قطاعات ضد عائلة ماكدونالد، وكول ثورنتون هو صديق لشريف مدينة إل دورادو جي.بي هارا (روبرت ميتشوم) الذي يحكي له تفاصيل أكثر منها أن بارت جيسون سيتخلى عنه لاحقا مع احتماليه إنه سيكون طرفا في حرب ضد هارا، وبعد معرفته بذلك تخلى ثورنتون عن المهمة، وهذا ماجعله يقع في صراع مع بارت جيسون ورجاله وعائلة ماكدونالد التي قتل ثورنتون أحد أبنائها عن طريق الخطأ.

## روابط خارجية
- مقالات تستعمل روابط فنية بلا صلة مع ويكي بيانات
- إل دورادو على موقع أول موفي.